# Lilla Stavsbergstjärnen
Lilla Stavsbergstjärnen är en sjö i Ovanåkers kommun i Hälsingland och ingår i Ljusnans huvudavrinningsområde.